# Malak Porovets
Malak Porovets (Bulgaars: Малък Поровец) is een dorp (село) in de Bulgaarse gemeente Isperich, oblast Razgrad. Het dorp ligt 28 km ten noordoosten van Razgrad en 299 km ten noordoosten van Sofia. 

## Bevolking
In de eerste telling van 1934 registreerde het dorp 1.235 inwoners. Dit aantal nam daarna licht af, terwijl het in de periode 1946-1956 weer toenam. In 1956 bereikte het inwonersaantal een hoogtepunt van 1.477 personen. Sindsdien neemt het inwonersaantal in een rap tempo af, met name in de periode 1985-1992 vanwege de gedwongen assimilatiecampagnes van het communistisch regime. Op 31 december 2019 werden er 326 inwoners geteld.
Van de 329 inwoners reageerden er 314 op de optionele volkstelling van 2011. Zo’n 194 personen identificeerden zichzelf als Bulgaarse Turken (62%) en 118 personen als etnische Bulgaren (38%).
In februari 2011 telde het dorp 329 inwoners, waarvan 49 tussen de 0-14 jaar oud (15%), 228 inwoners tussen de 15-64 jaar (69%) en 52 inwoners van 65 jaar of ouder (16%).